# Стенобіонти
Стенобіо́нти — біологічні види з малою пристосовуваністю до змін навколишнього середовища або ж іншими словами пристосованих лише до вузького набору екологічних систем. Зазвичай такі види проживають лише на обмежених ділянках з певним набором характеристик. Як правило стенобіотами є високоспеціалізовані види. Прикладом стенобіонта є манул.
Розрізняють:
- стенофаги — живляться небагатьма видами (олігофаги) або лише одним (монофаги);
- стенобати — можуть існувати лише на певній глибині за певного тиску води (клопи-водомірки, личинки комарів, глибоководні кальмари);
- стенотерми — організми, що живуть в умовах відносно постійних температур, наприклад, мешканці гарячих джерел, холодних гірських річок, тощо.